# 云南省农业科学院
云南省农业科学院，位于中华人民共和国云南省昆明市盘龙区北京路2238号，是云南省最大的农业科学院。

## 沿革
云南省农业科学研究所由西南农业科学研究所和云南省农业试验站合并建立。西南农业科学研究所的前身是前中央农业实验所北碚农事试验场，1950年西南军政委员会接管，更名为西南农林部北碚农事试验场。1952年，北碚农事实验场迁到重庆歇马场，筹建西南农业科学研究所。1954年9月，西南农业科学研究所正式成立，所长赵利群。1956年，西南农科所的行政、业务属中国农业科学院管理，科研任务面向云南、贵州、四川、西藏。1958年，中国撤消大区建制，西南农科所下放迁至云南。而云南省农业试验站于1950年12月27日在昆明大普吉成立，隶属云南省农林厅。1959年，两者合并成立云南省农业科学技术研究所。1976年，更名为云南省农业科学院。下设粮作、油料，烟草等12个专业研究所。主要从事组织云南省重大农业科研项目的协作攻关，承担国家级和其他部门的科研任务项目。

## 下辖
除农业科学院行政机关外，其院属科研机构还包括有17个专业研究所：
- 粮食作物研究所
- 园艺作物研究所
- 农业经济与信息研究所
- 经济作物研究所
- 生物技术与种质资源研究所
- 花卉研究所
- 农业环境资源研究所质量标准与检测技术研究所
- 农产品加工研究所
- 国际农业研究所
- 茶叶研究所
- 热带亚热带经济作物研究所
- 高山经济植物研究所
- 热区生态农业研究所
- 蚕桑蜂蜜研究所
- 甘蔗研究所
- 药用植物研究所
- 云南热带作物信息服务平台

## 图库

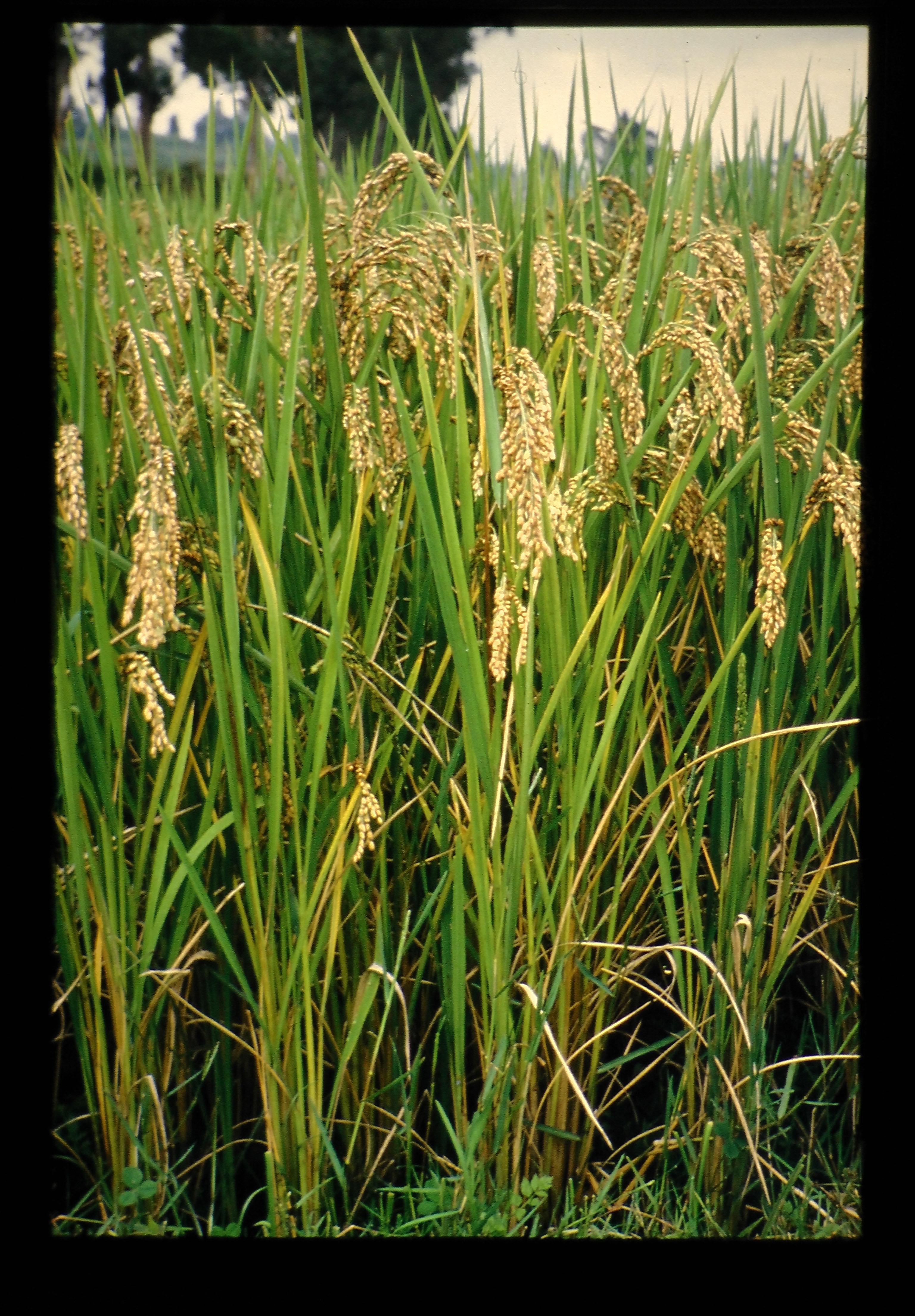
1984年的试验云粳135号，云南省农业科学院
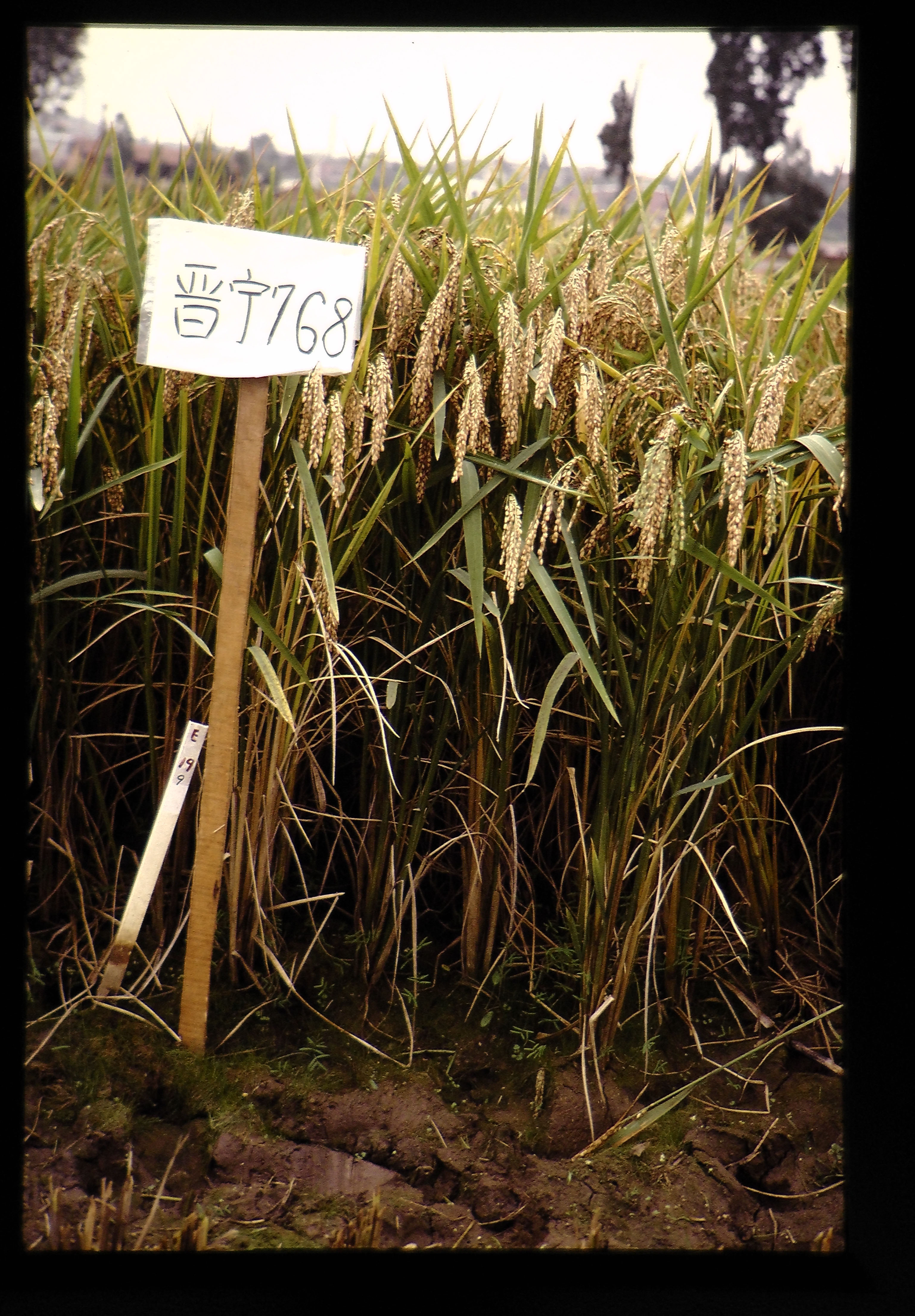
1987年的试验晋宁768号
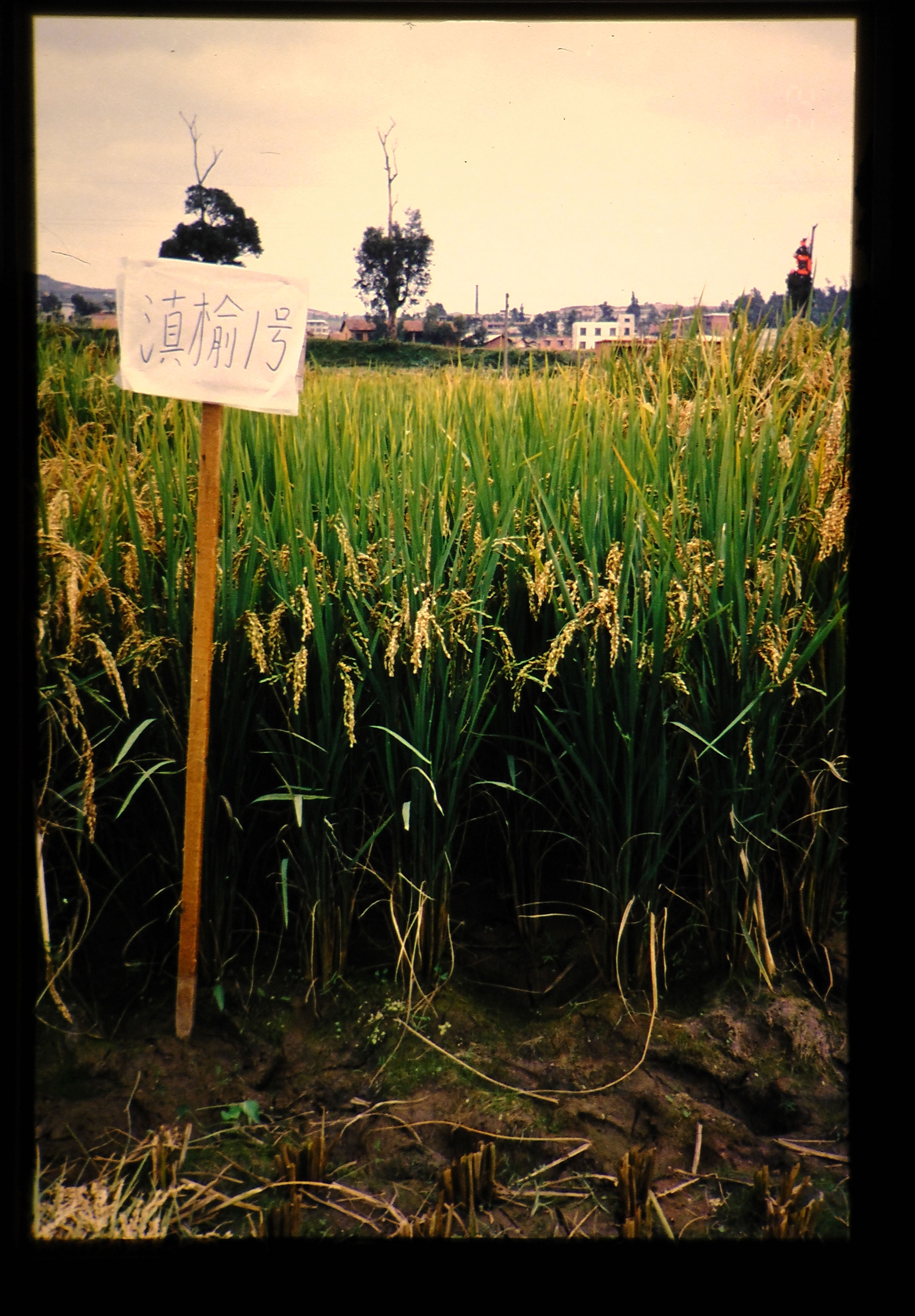
滇榆一号水稻
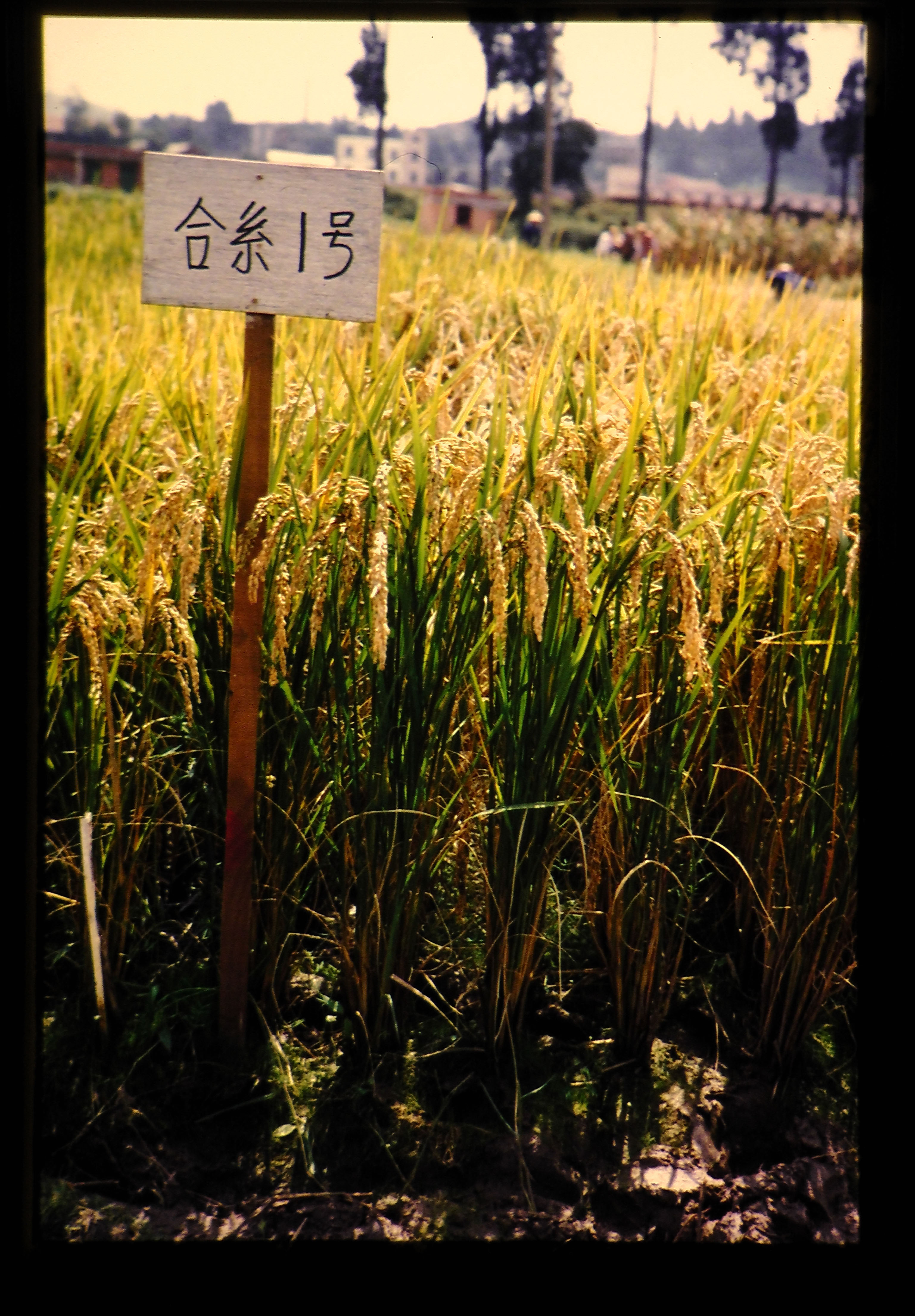
合系一号水稻，由中日稻田研究合作的品种，种植于云南省农业科学院
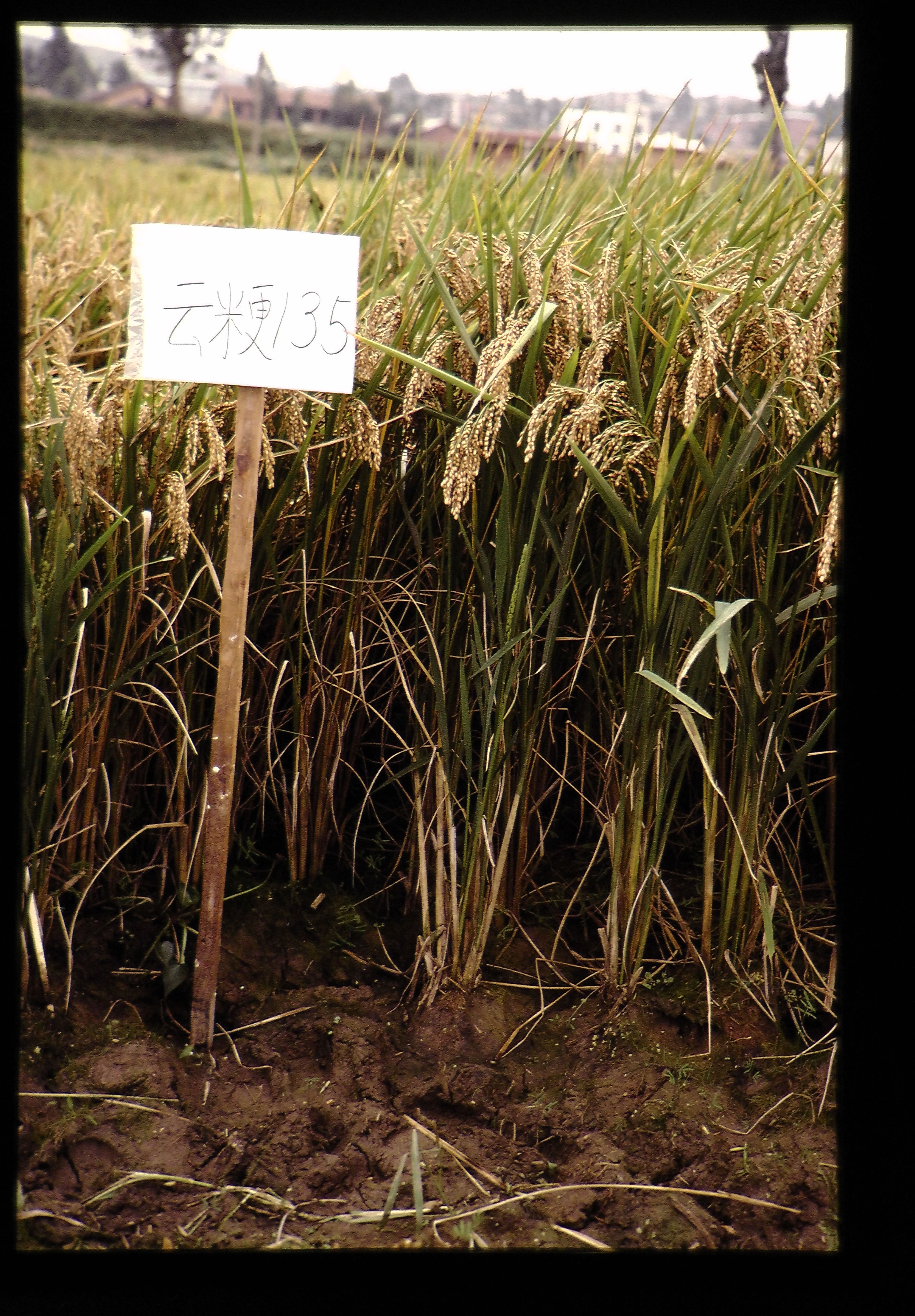
云梗135号，种植于云南省农业科学院
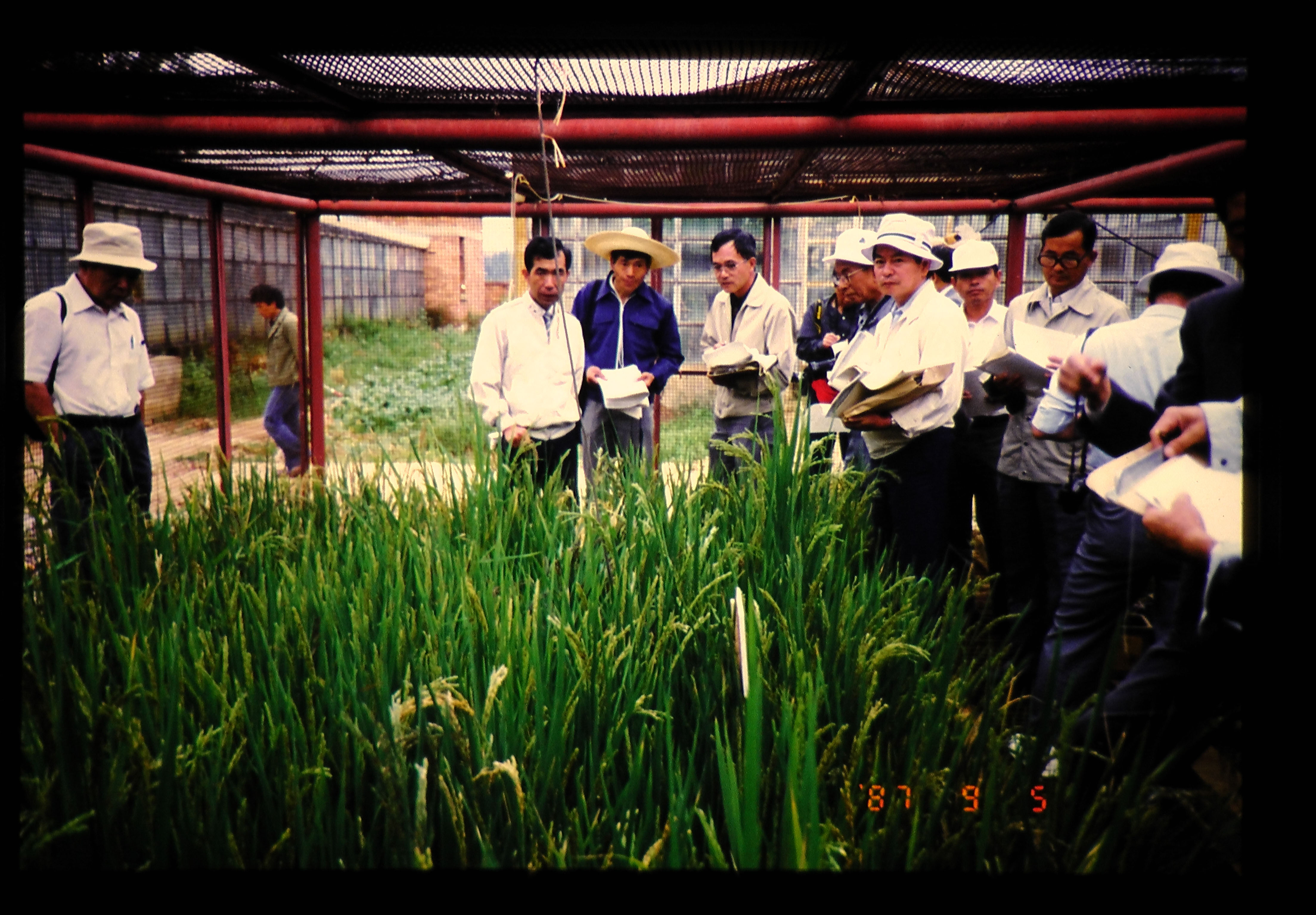
1987年中日稻麦研究计划中，中日双方在用冷水检测耐冷性设施
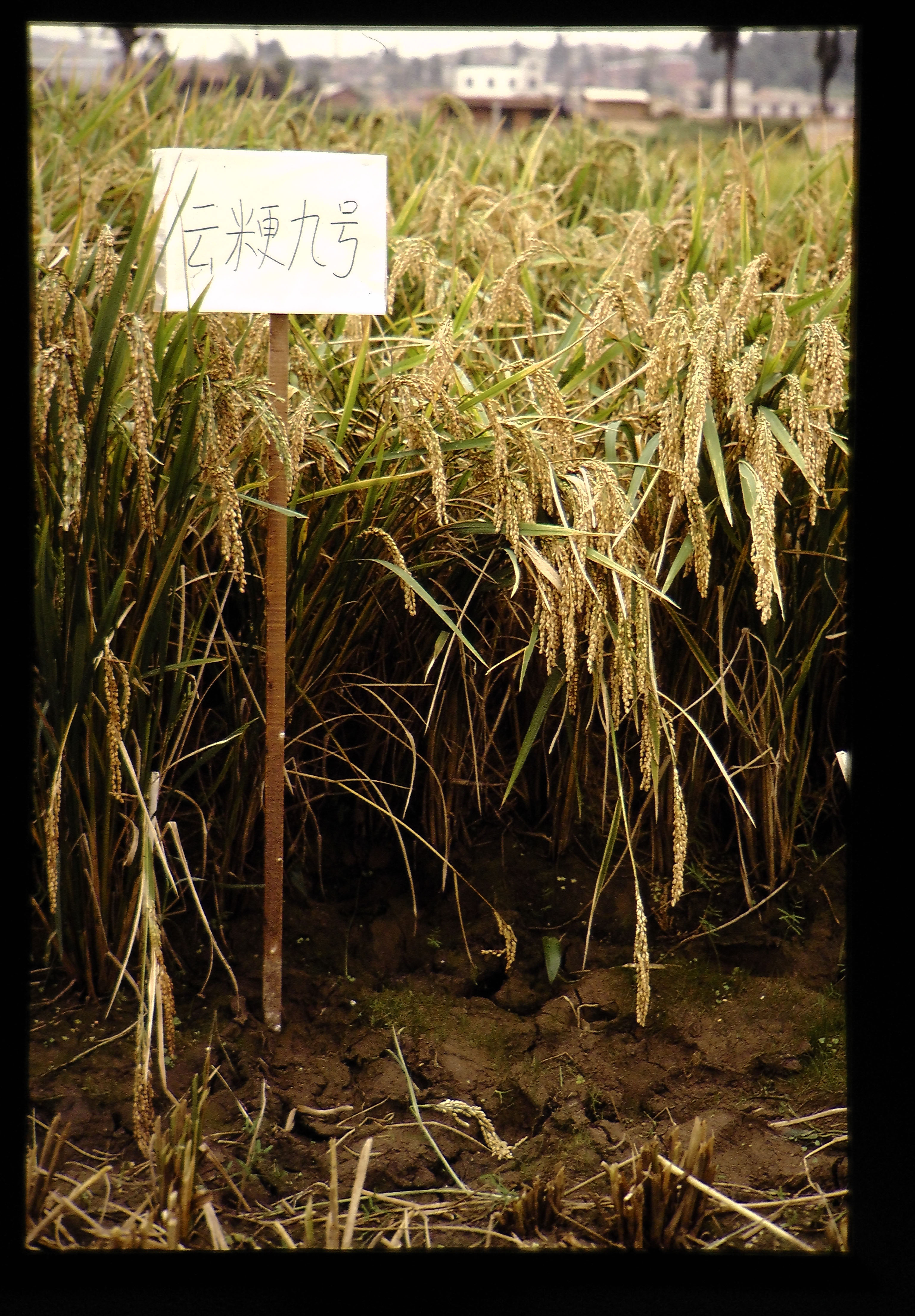
云梗9号
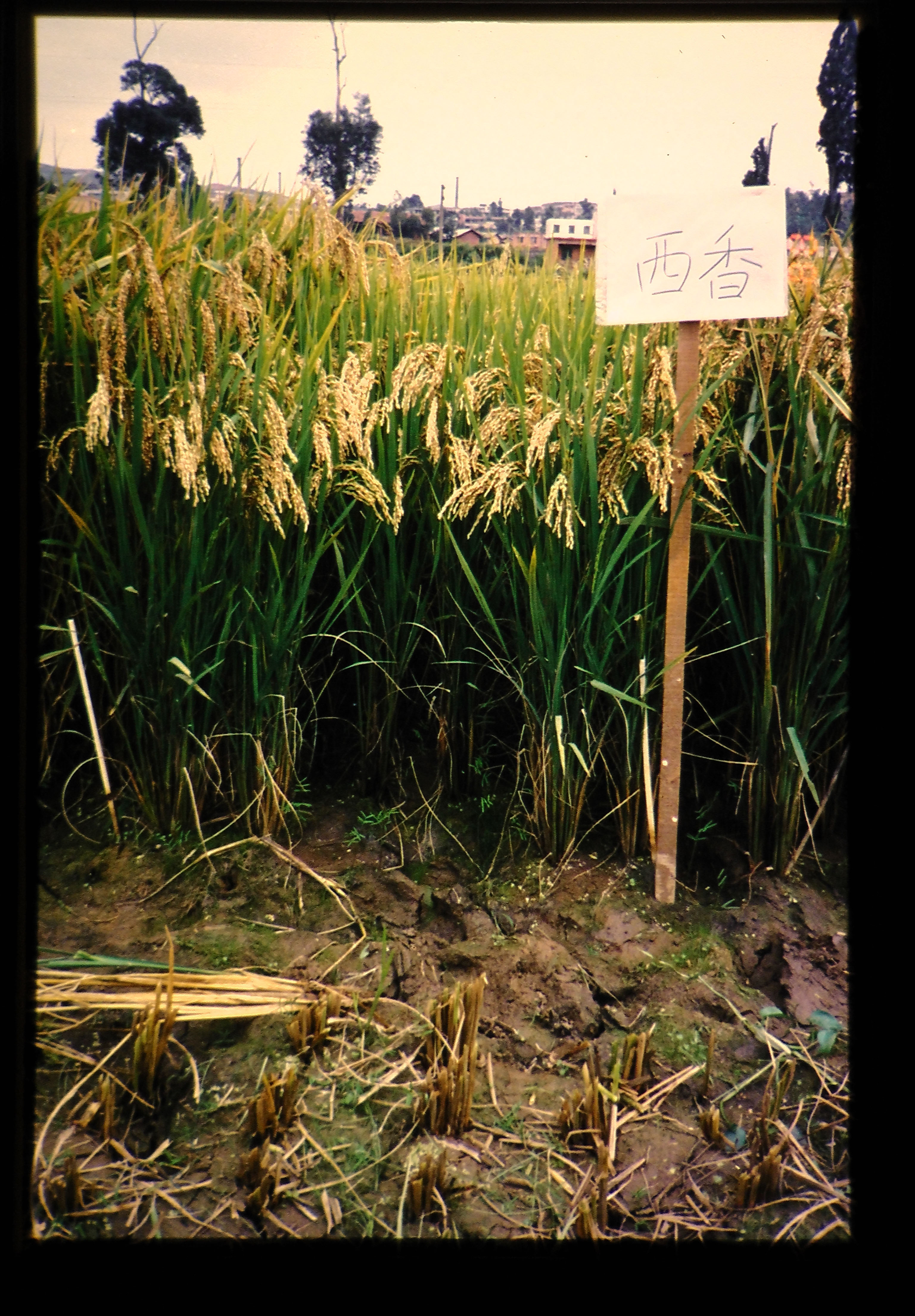
西香
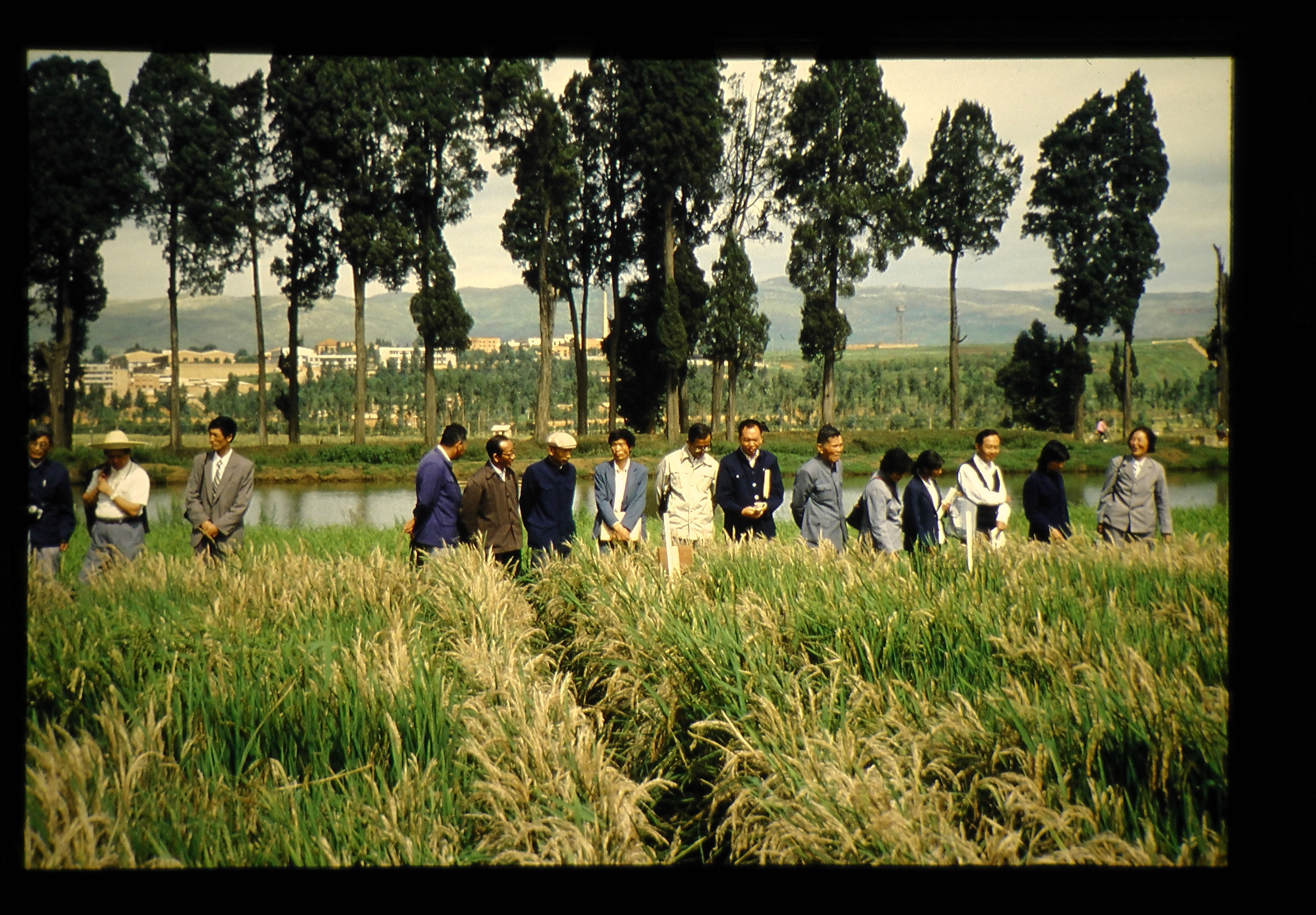
中日两国对耐寒性水稻试验田进行检测
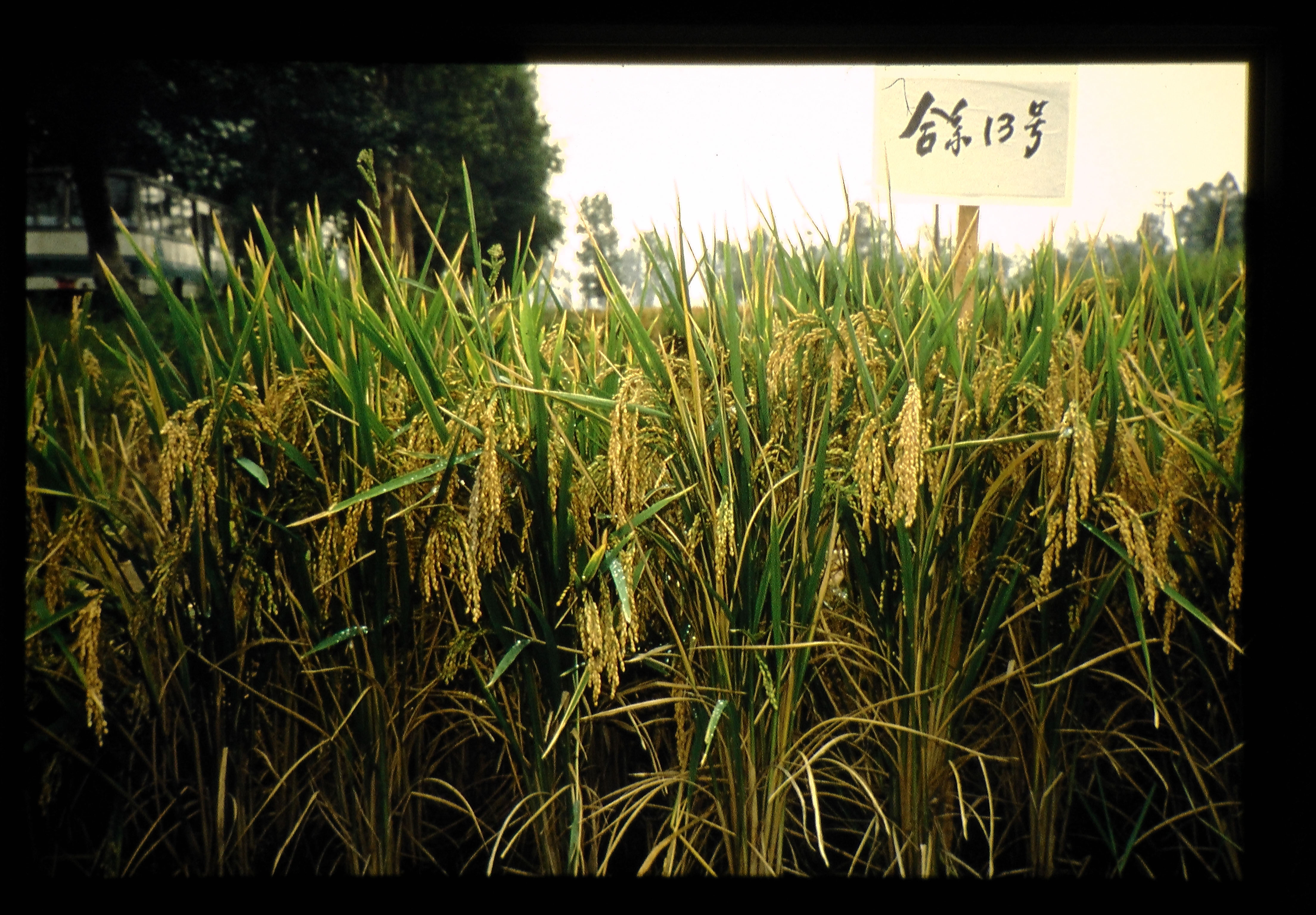
合系13号